# 京商
京商株式会社（きょうしょう、英: KYOSHO CORPORATION）は、神奈川県厚木市に本社を置く日本の模型メーカーである。株式会社駿河屋傘下。
KYOSHOのブランド名で世界規模で展開する。老舗ラジオコントロールモデルメーカーで、自動車・飛行機・ヘリコプター・ボートなど幅広い製品を製造・販売する。精密なディテールを持つ高級ダイキャスト製・レジン製ミニカーも開発・販売する。

## 概要
京商株式会社は、鈴木久が1963年10月に創業したラジオコントロールモデル、ミニカー、トイモデルを事業の中核に据えたホビーメーカーである。関連事業として商社事業も営む。2013年10月に創業50周年を迎えた業界で老舗の企業で、創業者が京商発足前に従事していた在日米軍への慰問品納入事業の経験に始まる。京商の創業直前はベトナム戦争の戦火が広がりを見せていた時代で、米軍と商取引を始めた創業者は、前線で戦う兵士の要望に応じた慰問物資を手配して送ることを主な業務としていた。
ホビーの概念が希薄であった当時の日本人にとって、遊びや趣味といったものは勤勉を良しとする当時の考え方の対極にあった。ところが、先進国である米軍の価値観はその根底を大きく揺るがすもので、ホビーやトイといった遊びを不可欠なものとする姿勢に感銘を受け、今に続く京商の企業哲学のルーツとなる。「やがて、日本も遊びを肯定的に捉える時代が来る。ホビーやトイが人生を彩るのに重要な役割を果たすようになる」の考えから、大人の嗜好に応えられる本格的なものを製品化することを企業活動の基幹に据えた。哲学は常に引き継がれて1980年代に“あそびにマジメ”がカンパニースローガンとなり、さまざまな製品もスローガンを旗印に展開する。現在も社是に近い扱いでこの考え方が継承されている。

### 「ラジコン」の呼称
「ラジコン」は商標の普通名称化が起きているものの、増田屋コーポレーションの登録商標であるため、京商では無線操縦を「ラジオコントロール」「R/C」「RC」（「R/C」「RC」は「Radio Control」の略）と呼ぶことが多く、無線操縦用模型には「ラジオコントロールモデル」、無線操縦用自動車模型には「R/Cカー」の商品名を付けている。

## 沿革
- 1963年10月 設立

「模型の楽しさを、人生を彩るかけがえのないものとして社会に根付かせたい」との想いで創業。
- 1966年 飯田橋に移転

東京都千代田区飯田橋文弘社ビルに移転し、業務を拡大。
- 1968年 本社ビル建設

千代田区平河町の500坪の土地に地上7階・地下1階の本社ビルを建設。京商本社として全社機能を持たせた。
- 1968年 KYOSHO USAを設立

アメリカ・カリフォルニア州に開設。この頃より、すでにグローバルな視点でKYOSHOブランドの展開を描いていた。
- 1970年 R/Cエンジンカーを発売

オリジナルR/Cカーを開発・販売開始。記録は残っていないものの、1/8スケール規格の量産エンジンカーとしては世界初を争うタイミングでの市販化だった。
- 1971年 ホイラー式プロポを発売

飛行機やボートがR/Cモデルの主流だった時代に、R/Cカーの将来的な隆盛を予想してステアリング操作に適したホイラー式2チャンネルプロポを他社に先駆けて発売開始。
- 1973年 テレビCMを放映

俳優やタレントをキャラクターとしたテレビCMを制作して放映開始。当時の模型界になかった発想が広く一般の関心を集め、オモチャとは一線を画す“ホビーの世界”があることをアピール。当時のテレビCMのキャッチフーズは『作るよろこび、模型の京商』。
- 1974年 総合カタログの発行

細かな周辺機器まで含めた取り扱い製品を網羅した総合カタログを自社制作して発行。ほとんどのページをカラーとした内容は、業界の先駆け的な販売促進ツールとなった。クオリティの高い写真とデザイン、詳細な解説により、購入客が製品内容を判断するのに役立つと、販売店からも好評を博した。
- 1976年 - 1978年 事業部制とコンピュータ管理システムを導入

多岐にわたる模型カテゴリーを展開するにあたり、専門的な対応を可能とするための事業部制を導入。その後コンピュータ管理システムを採用。当時の模型界にはなかった先進的な試みを展開。
- 1987年 厚木事業本部を建設

神奈川県厚木市の総坪数1,820坪の自社所有地に、9階建ての厚木事業本部を建設。東名高速道路厚木I.C.より5分の好立地ということもあり、同年、主要機能のほとんどを千代田区平河町の本社より移転。その後、隣接地220坪も購入。オンロード、オフロードの両コースも設営。開発車両のテストコースを自社所有する、世界的に見ても数少ない模型企業となった。
- 1991年 ブラバム・ヤマハをスポンサード

開発研究・広告活動の一環として、F1チーム「ブラバム・ヤマハ」をスポンサード。
- 1992年 SASOLジョーダン・ヤマハをスポンサード

前年に続き、F1チーム「ジョーダン・ヤマハ」をスポンサード。
- 1991年 ダイキャストカー発売

精密な製造技術とこだわりを貫いたダイキャストカーを発売開始。後発ながらハイクオリティな出来映えに高い評価が集まり、全国的なミニカー人気の盛り上がりのきっかけとなった。
- 1992年 パーツ直送便スタート

小売店の販売機会の喪失防止と顧客サービスの一環として、パーツ直送便をスタート。Faxなどでの注文を受けると、必要なパーツなどを最短で即日直送するサービス。京商からダイレクトに送る施策が高い評価を獲得。
- 1993年 創立30周年を記念するKYOSHO CUPを開催

活発化するR/Cカー市場を象徴するレースとして注目を集める。
- 1994年 鈴木明久が社長就任

創業者の鈴木久は代表取締役会長に、鈴木明久が代表取締役社長に就任
- 1994年 ミニカーギャラリーPIT永田町店を開店

京商ミニカーをその場で見て買えるアンテナショップ「PIT」を開店。平河町の本社ビルを記念すべき一号店として選択。その後は代官山店、イクスピアリ店などを次々に開店。
- 1994年 KYOSHOカップ開催

京商が火付け役となった、1/10スケールエンジンレーシングカーの人気をさらなるものとするために開催。全国の333チームが日本一の座をかけて戦うという、1社による主催としては他に類を見ない大規模なレースとなった。
- 1995年 KYOSHOワールドカップ第1回開催

京商ピュアテン、スーパーテンシリーズなどの1/10スケールエンジンレーシングカーの世界的人気を背景に、地球規模でのレース「第1回KYOSHOワールドカップ in フィリピン」を開催。各国の予選を勝ち抜いてきたチームが、フィリピンに集結して世界一の座を競うというスケールの大きさが話題となる。その後は日本、ハワイ、北京、ドバイ、パリでも開催。
- 1999年 ミニッツシリーズ発売

リアルで精密なスケールフォルムをパームトップサイズでまとめ上げ、しかも、サイズからは想像できない走行性能を実現した「ミニッツレーサーシリーズ」を発売開始。ハイクオリティな出来映えと大型R/Cカーに比肩するレーシーなキャラクターが大人気となり、瞬く間に世界的なブームを巻き起こした。
- 2003年 IFMAR 1/8エンジンレーシングカー世界選手権優勝&TQ獲得

R/Cレーシングカーの世界最高峰レースとして知られるIFMAR主催の世界選手権で「エボルバ2003」がデビューウインとTQを獲得。文字通り、世界の頂点に君臨する快挙を達成。
- 2004年 コンビニでのミニカー販売を開始

テーマ性を持たせた車種選択による1/64スケールダイキャストミニカーをコンビニエンスストアにて発売開始。それまでにない販路がニーズを掘り起こし、人気を獲得。年間5〜6シリーズをリリースした。
- 2005年 鈴木正之が代表取締役社長に就任

鈴木明久が代表取締役会長に、鈴木正之が代表取締役社長に就任。
- 2007年 創業者 鈴木久が黄綬褒章授章

模型界、R/C界への長年の功績を評価されての授章。模型界としては初の慶事。
- 2009年

コンビニ販売ミニカーが累計販売台数1,000万台を突破
ミニッツレーサーシリーズが累計販売台数80万台を突破
- 2010年

鈴木明久が代表取締役社長に就任
京商EGGブランドが発足
ホビーとトイの垣根を取り払った京商EGGシリーズが誕生。トイの手軽さ、気軽さに、京商ならではの本格R/Cモデルのエッセンスを注入した製品の販売がスタート。
- 2010年 インファーノシリーズがIFMAR世界選手権を通算8回制覇

1/8エンジンレーシングバギー界最高峰のレースであるIFMAR世界選手権で、インファーノMP9が優勝。インファーノシリーズとして通算8回目の勝利という前人未踏の大記録も達成。世界の頂点に君臨するマシンとして、今もなお世界中で大人気を博している。
- 2010年 創業者の鈴木久が永眠した。
- 2013年 IFMAR 1/10電動オフロードカー世界選手権2WDクラス優勝

「アルティマRB6」を駆るアメリカのジャレッド・ティーボが優勝。同クラスで京商製マシンが優勝を飾るのは、1987年のジョエル・ジョンソン以来26年ぶり。
- 2013年 創業50周年

創業半世紀を迎え、50周年記念モデルや記念誌を発行。
- 2014年 スコーピオン復刻発売

レーシングバギーというカテゴリーを名実ともにピュアモータースポーツのレベルに押し上げた名車「スコーピオン」を2014年7月に復刻して発売。その後も“ビンテージシリーズ”として「ビートル」（2015年1月発売）、「トマホーク」（2015年7月発売）、「オプティマ」（2016年3月発売）、「ターボスコーピオン」（2017年3月）が登場。2017年10月にはシリーズ第6弾の「ジャベリン」を発売。
- 2016年 DRONE RACER発売

超低空を駆けるレース向けドローン「DRONE RACER」を11月25日に世界同時発売。超音波センサーと気圧センサーで高度を自動制御してワンタッチ操作でテイクオフからホバリング・ランディングするLHFC（ローハイトフライトコントロール）をはじめ、VPUS（バリアブルプロペラユニットストラクチャー）、K-DCMS（京商ドローンコントロールミキシングシステム）、DBC（ドローンバックワードコントロール）という4つの新技術の特許取得、直観的な操作が可能なホイラータイプ送信機の採用、空飛ぶクルマを連想させる近未来的なデザインなどが大きな話題となり、2016年11月3日に行われた日経トレンディヒット商品発表会で報告された“2017年ヒット予測ベスト30”において5位にランクイン。
- 2017年 KYOSHOオンボードモニター発売

既存のR/Cモデルに搭載することで走行中、または飛行中の映像をモニターで見ながら操縦できるFPV（First Person View）が手軽に楽しめる「KYOSHOオンボードモニター」を11月に発売。また、9月に開催された第57回 全日本模型ホビーショーでは、このKYOSHOオンボードモニターを活用してシステムを構築した「KYOSHO RC RIDE-ON SYSTEM 4D EXPERIENCE」を参考出品。『R/Cは“見る”から“乗る”の時代へ』をコンセプトに、ドライバー目線でのR/Cコントロールを可能にした、未来を彷彿させる新しいR/Cの世界を提案。
- 2017年 ミニッツFWDシリーズ発売

今までになかったカテゴリーで新しい楽しみ方を提案するべく、シリーズ初となる前輪駆動を採用した完全新設計シャシー「ミニッツFWDシリーズ」を12月に発売。その第1弾ボディにはマツダのデミオが採用された。
- 2018年 新経営体制へ

モータースポーツ界の冷え込みなどから業績は悪化し、支援スポンサー選定の結果、スポンサーにレンプラント・インベストメントと新生企業投資が共同設立した新生レンブラントパートナーズ1号投資事業有限責任組合を選定。新生レンブラントパートナーズ1号投資事業有限責任組合は2018年4月13日付で、京商の全株式並びに貸付債権を取得。同時に鈴木明久は代表取締役社長から顧問へ退く。京商は新生レンブラントパートナーズ1号投資事業有限責任組合の下で再建が図られることになる。8月20日付で本社機能を自社ビルから近隣施設の厚木アクストメインタワーへ移転。厚木アクストメインタワーには京商再建支援元である、新生レンブラントパートナーズも入居している。
- 2021年 エーツー（現・駿河屋）傘下入り

3月25日付で、総合ホビーショップ「駿河屋」を展開するエーツーへ全株式を譲渡しエーツーによる完全子会社化が成立。

## 製品概要

### 主な製品
- 1/8エンジンカー＜オンロード、オフロード＞
- 1/10エンジンカー＜オンロード、オフロード＞
- 1/10電動カー＜オンロード、オフロード＞
- 各種電動、エンジンカー＜オンロード、オフロード、無限軌道車＞
- ミニッツレーサー（パームトップサイズ電動カー／ロードカー、レーシング、GT、4WD、ビッグタイヤ、バギー、SUV、オートバイ）
- 電動オートバイ
- 電動、エンジン　ボート／純レース用レーシング艇
- 電動ヘリコプター（現在エンジンヘリコプターは販売休止）
- 電動、エンジン飛行機（入門、スポーツ、スタント、スケール、3D、プロフィール、グライダー、飛行艇、他）
- ミニカー（ダイキャストモデル、レジンモデル、カー以外のディスプレイモデル）
- トイブランドEGG　各種製品（トイ、ホビー、教育）
- ロボット（現在販売休止）
- 各種工作素材、工具、計測器

### R/Cカー
全長50cmを超える1/8サイズのエンジンカーから、手のひらサイズの本格ラジコン「ミニッツレーサー」まで幅広くラインナップ。ラジコンカーの動力はエンジンと電動モーターがあるが、京商はどちらも販売している。また、同社の製品を使用したオフィシャルレース（京商カップ、ミニッツカップ）を開催している。
ラジコンカーにはおもちゃとしてのラジコン（通称：トイラジコン）と趣味としてのラジコン（通称：ホビーラジコン）がある。京商が販売しているのはほとんどがホビー向けで組み立て作業が必要であったり、コントロール装置を別途購入する必要がある一方、一部のモデルでは組み立て完成済みでかつプロポやR/Cメカも付属する“レディセット”が用意されており、購入した日から走行可能である。
エンジンカーと電動カーを区別する際にGP（Gas Powered）/EP（Electric Powered）と呼ぶことがある。

### 京商R/Cカー歴代主要製品
1/8GPレーシングカー「ダッシュI」（1970年発売）
国産初の量産1/8GPレーシングカー。
19エンジンクラスバギー「ダッシュIIIバギー」（1972年発売）
当時は1/8というクラス分けがなされておらず、19エンジンを使用するサイズという区分けであった。
19エンジンクラス水陸両用バギー「アンフィバギー」（1974年発売）
世界初のエンジンモデルによる水陸両用モデル。
09エンジンバギー「ピーナッツ バギー」（1975年発売）
カー用の小型エンジンがない当時、飛行機用の09エンジンを垂直搭載し、冷却ファン＋バック機構を設ける等、他に類を見ない斬新な設計が満載。ひもを使った現在のプルスターターの原型のような機構も備える。その後、ピーナッツシリーズでエンジン7車種、電動で2車種の計9車種が確認できている。
ピーナッツ レーサー、VWビートル、フェアレディ240Z、セリカラリー、シャラコ、VW GOLF
電動でエレック ピーナッツ、VW バハ
19エンジンレーシングバギー「サーキットバギー」（1976年発売）
1/8GPバギーによるレースが開催され始めたのに合せてレース専用設計を徹底。
EPレーシングカー「スーパースポーツシリーズ」（1977年発売）
電動R/Cカーのパワーユニットや制御方法が確立していなかった当時、いち早く市販化したレース指向のR/Cカー。プラモデルのR/C化版が多かった時代に、他に先駆けて電動レーシングカーでのレースを目的として開発されていた。
10エンジンクラスレーシングカー「ファントム10」（1978年発売）
ようやく開発されたR/Cカー用小型エンジンである10クラスを搭載することを前提に設計された。
06エンジンR/Cカー「ミニッツ06」（1979年発売）
ミニッツの製品名が、この時すでに採用されていた。スロットル付キャブレターを装備した当時の最小排気量R/Cエンジンを搭載。
EP R/Cモーターサイクル「エレックライダー」（1979年）
SDSSメカニズムという、フロントフォークを左右に倒すという仕組みで、補助輪などなしで左右にバンクしながらコーナリングを行う2輪のラジコン。
GP&EP R/Cモーターサイクル「モトライダー」（1980年）
エレックライダーに続き、ふた回り大きなR/Cオートバイとして発売。オフロードも走ることができるようにサスペンションを装着し、電動とエンジンの両タイプがリリースされた。
1/8GPレーシングバギー「ランドジャンプ4D」（1980年発売）
チェーンドライブ4WDのパワートレーンと、フロントにダブルセミトレーリングアーム、リアにセミトレーリングアームの4輪独立サスペンションを装備したレース指向の高いマシンとして市販化。競技会開催も全国レベルで増え、各地で上位入賞を果たした。
1/10EPレーシングバギー「スコーピオン」（1982年発売）
徹底した軽量化と、実戦での戦闘力をもっとも重視した設計により圧倒的な速さを実現。2WDクラストップレベルの実力は海外でも高く評価され、ベストセラーともいえる販売数を記録した。
EP無限軌道車「ブリザード」（1982年）
この方式のモデルはほとんどが戦車であった中、ワーキングマシン系の雪上多用途車をモデルにR/C化。除雪ショベルの上下も動かすことができた。最初は電動のみだったが、後にエンジンモデルもリリース。その後、数度のマイナーチェンジを重ね、2020年においても現行モデルとして販売されている。
1/12EPレーシングカー「ファントムEP-4WD」（1983年発売）
エンジンカーの「ファントム20EXP 4WD」の活躍を受けて、当時盛んになりつつあった電動レーシングカーによるレースでの勝利を目標に開発された。4WDのパワートレーンを採用し、しかもフロントにワンウェイクラッチを組込む独創的なアイデアを採用。各地のレースを席巻した。
1/10EPレーシングバギー「トマホーク」（1983年発売）
スコーピオンの後継機種。より洗練した仕様でデビュー。
1/10EPレーシングバギー「プログレス4WDS」（1984年発売）
4WDに加えてリアタイヤもステアリングする4WDSを採用。逆位相（フロントと逆にステアリングする方式）を標準に、プロポのミキシングを用いることで同位相にも設定できた。
1/10EPレーシングバギー「オプティマ」（1985年発売）
サスペンションは全輪ダブルウイッシュボーンを採用し、数多くのセッティングパートが設けられた。豊富なオプションパーツ、チューンナップパーツも用意され、世界的な人気を獲得した。
1/10EPレーシングバギー「アルティマ」（1986年発売）
発売開始翌年の1987年度世界選手権2WDクラスにおいて、悲願の世界チャンピオンの座を獲得した。
1/8GPレーシングバギー「バーンズ4WD」（1987年発売）
空力効果にもかつてないほどに配慮したボディは、他のマシンに模倣された。
EPオートバイ「グランプリレーサーシリーズ」（1987年発売）
独創的なSDSS方式による二輪走行性能に、ディスプレイモデル並のスケール感を実現したマシン。第22回モデル大賞テクニック賞を受賞。
EPマイクロレーシングバギー「デミカシリーズ」（1987年発売）
後のミニッツバギーにつながる、マイクロサイズでのレーシングバギーの実現を目指したマシン。
10エンジンスケールカー「ZR1コルベット」（1989年発売）
サイズ的に手頃ながら、市販製品の少なかった10クラスのエンジンカーに登場したスケールカー。エンジンカーのネックであった始動方法に、リコイルスターター方式を新開発。
21エンジンビッグタイヤマシン「USA-1ニトロクラッシャー」（1990年発売）
1/8バギー用シャシーをマザープラットフォームに、強大なグリップとトラクション負荷、強烈なショックに耐える強度を実現し、破壊的な走りを実現した。
1/10エンジンカーGP-10「カルソニック スカイラインGT-R」（1991年発売）
リコイルスターターと扱いやすい10エンジンを中軸に、本格的な4輪独立サスペンションと4WDメカニズムを投入。
10エンジン＆EPフォーミュラマシン「F1シリーズ」（1991年発売）
大きさ的には1/8スケールサイズにあたるビッグなF1スケールマシン。10エンジンと電動仕様の2種類が発売された。当時、京商は実車F1チーム・ブラバムヤマハのスポンサードを行っていたが、当該モデルの他にフェラーリ643もモデル化された。
1/8GPレーシングバギー「インファーノ4WD」（1991年発売）
このマシンから、第8回世界選手権アメリカ大会で世界チャンピオンとなった金井祐一が開発を担当した。
22ccエンジン1/5スケール「ランチアデルタ インテグラーレ16V」（1992年発売）
22ccのガソリンエンジンをパワーユニットに据えた、巨大なスケールカー。パワーと大きさに負けないシャシーを新開発し、軽快な走りを披露した。
EPレーシングオートバイ「ハングオンレーサーシリーズ」（1992年発売）
コーナリング時にライダーフィギュアがハングオンする、実車のような走行シーンを再現することに成功。2018年においても現行モデルとして根強い人気を誇る。
10エンジン「レーシングカート10」（1993年発売）
ドライバーフィギュアがステアリング操作に呼応してアクションを見せるなど、走行中の様子はまるで実車のレースを見るかのようだった。

### 京商のR/Cレース活動
インファーノの世界選手権優勝記録
- 1992年 第4回世界選手権　inドイツ　インファーノ（MP3）（英語版）
- 1994年 第5回世界選手権　inオーストリア　ターボインファーノ（MP4）
- 1996年 第6回世界選手権　inイギリス　インファーノMP5（英語版）
- 1998年 第7回世界選手権　inポルトガル　インファーノMP6（プロトタイプ）
- 2000年 第8回世界選手権　inアメリカ　インファーノMP7.5（英語版）
- 2002年 第9回世界選手権　inウルグアイ　インファーノMP7.5
- 2006年 第11回世界選手権　inインドネシア　インファーノMP777（英語版）
- 2010年 第13回世界選手権　inタイ　インファーノMP9  TKI2（英語版）

### IFMAR主催の世界選手権における優勝実績
- 1/10オフロード（英語版）2WD
  - 1987年 アルティマ
  - 2013年 アルティマRB6
- 1/8GPオフロード（英語版）2WD
  - 1992年 インファーノ
  - 1994年 ターボインファーノ
  - 1996年 インファーノMP-5
  - 1998年 インファーノMP-5 EVO
  - 2000年 インファーノMP-7.5
  - 2002年 インファーノMP-7.5
  - 2006年 インファーノMP777
  - 2010年 インファーノMP9 TKI2
- 1/8GPオンロード
  - 2003年 エボルバ2003　デビューウインでTQ＆優勝
  - 2005年 エボルバ2005
  - 2007年 エボルバ2007
  - 2009年 エボルバM3
- 1/10GPツーリング
  - 2004年 V-One RRR
  - 2008年 V-One RRR Evo

### エンジンカー
- 販売中の主な製品
  - 1/8オンロード

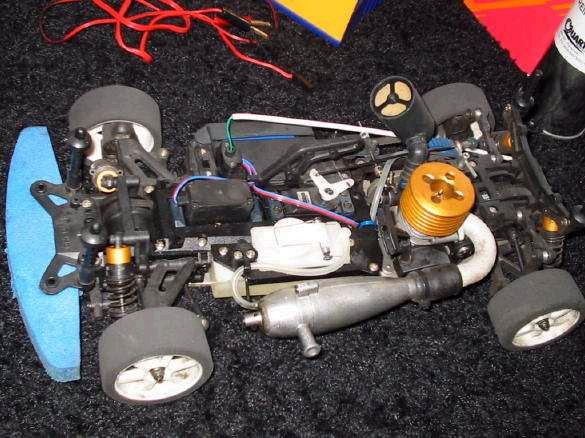
京商　V-ONE S

    - インファーノGT、GT2、GT3シリーズ

  - 1/8オフロード
    - インファーノシリーズ

  - 1/10オンロード
    - ピュアテンシリーズ（V-ONE、FW、FAZERなど）

  - 1/9ラリー
    - DRXシリーズ

  - 1/8モンスタートラック
    - マッドクラッシャー、マッドフォースクルーザー、FO-XX
- 過去の主な製品
  - 1/8オンロード
    - 1970 - ダッシュシリーズ
    - 1979 - ファントム20シリーズ

  - 1/8オフロード
    - 1976 - サーキット20シリーズ
    - 1980 - ランドジャンプ4D（京商初の4WDバギー）
    - 1984 - ランドジャンプ4WDインテグラ
    - 1987 - インテグラ4WDバニング／プレスト
    - 1988 - バーンズ（英語版）

  - 1/10オフロード
    - サーキット10シリーズ

  - 1/12オフロード
    - 1976 - ピーナッツバギーシリーズ（09はエンジンカーながら後退可能であった）

  - 1/12オンロード
    - ピーナッツレーサーシリーズ
    - 1978 - ファントム10シリーズ

### 電動オンロードカー
- 販売中の主な製品
  - 1/8オンロード
    - インファーノGT2 VE

  - 1/12オンロード
    - プラズマLm

  - 1/10ツーリング
    - TF7.7、FAZERシリーズ

  - 1/10オフロード
    - アルティマシリーズ、レーザーシリーズ、ビンテージシリーズ、2RSAシリーズ、EZシリーズ
- 過去の主な製品
  - 1/12サイズ
    - スーパースポーツ
    - マッハスポーツ
    - ソニックスポーツ
    - レーザースポーツ
    - ファントムEP-4WD
    - スーパーアルタ
    - プラズマ3P
    - ファントムEXT
    - アクシスEX
    - インプレスR951
    - プラズマRa

  - 1/10サイズツーリング
    - PureTen EPスパイダー
    - PureTen EPスパイダーTF-2
    - PureTen EPスパイダーTF-3
    - PureTen EPスパイダーTF-4 Type-R
    - KX-One
    - PureTenα

### 電動オフロードカー
80年代から1/10サイズ電動オフロードカー（バギー）のブームがあり、多くの機種をリリースしている。
- 代表機種
  - 1978 - エレックピーナッツ
  - 1979 - ラリースポーツ ルノーアルピーヌA 310
  - 1982 - スコーピオン
  - 1983 - トマホーク
  - 1984 - プログレス4WDS
  - 1985 - オプティマ
  - 1986 - ロッキー4WD
  - 1987 - アルティマ
  - 1988 - マグザムFF
  - 1989 - レーザーZX

#### エレックピーナッツ
京商初の電動バギーである。エンジンカーとして発売されていたピーナッツバギーにモータをRRに搭載した後輪駆動バギー。価格：9,800円（当時）

#### ラリースポーツ
RS540モータをリアに搭載する2WD電動オフロードカー。ボディはアルピーヌA310。
フロントサスペンションにダブルウィッシュボーン、リアサスペンションにセミトレーリングアームを採用する。アルミ製ラダーフレームとリア周りの設計はスコーピオンに引き継がれた。価格：16,000円（当時）

#### スコーピオン系
タミヤのバギーチャンプ発売以降、電動オフロードカーによるレースの人気が高まりつつあった。
この時期に京商から発表されたのが、後輪駆動2WDバギー「スコーピオン」である。当時、京商は1/8エンジンバギー「サーキット20」でレース活動をしており、「スコーピオン」は小型化した「サーキット20」と言える構成であった。フロントのダブルトレーリングアームサスペンション、リアのセミトレーリングサスペンション、アルミ製ラダーフレーム、リアマウントされたパワーソース（RS540Sモータ）、オイルダンパーとコイルスプリングなどは当時の1/8レーシングバギーに似た設計であった。また、細身のボディはバッテリーを縦置きにして実現していた。そして、ライバルに比べて非常に軽い車体重量も特徴（全装備重量は1,680g）。発売当時のライバルはタミヤのバギーチャンプとaykの556Bであった。
「トマホーク」は「スコーピオン」の足周りを使用してメカレイアウトを大幅に変更をしたモデルである。樹脂製メカボックス（俗に言われるバスタブシャシー）からダブルデッキメカプレートに変更することで、全装備重量は1,450gまで軽量化された。
- スコーピオン（発売時期により箱の大きさやパッケージ・デザインが違う2種類が存在する。完成形の見た目でわかる違いはオイルダンパーで、前期型はシルバーに後期型はレッドに加工されている。価格：17,800円）
- トマホーク（発売時期により後輪が 4角ブロックタイヤかスパイクタイヤで形状が違う2種類が存在する。価格：19,800円）
- ターボスコーピオン（スコーピオンと比べ、パーツの変更などを行なった改良版。付属モーターは、当時のRCブームにおいて最後まで単品で市販されなかった「ル・マン360E」である。価格：19,800円）

#### プログレス系
「プログレス4WDS」は京商初の4輪操舵（4WS：4ホイール・ステアリング）機構を持つ4WD電動オフロードレーサーである。
モータをリアオーバーハングにマウントし、前輪はリアギヤボックスから伸びたラダーチェーンで駆動する。このチェーンはオンロードレーサー「ファントムEP」にて実績のある方式で、フロントにはワンウェイクラッチを標準装備した。リアサスペンションはダブルトレーリングアーム+左右独立オイルダンパー+コイルスプリングというオーソドックスな構造であるが、フロントサスペンションはダブルウィッシュボーンに左右共用のモノダンパー、スプリングはトーションバーという独特の設計であった。しかし、このフロントサスはアームが短くストロークが取れない上に、構造が複雑であった。4WS機構は、後輪の操舵が前輪と逆位相のみである。
重量に関しては、のちに発売される「初代オプティマ」が全装備重量1,550gに対して、「ギャロップ」の時点で1,640g、「－　MKII」の段階で1,710gまで増加した。
- プログレス4WDS（仕様：フロント・ワンウェイ、ボディ：ポリカ、価格：19,800円）
- ギャロップ4WDS（仕様：フロント・デフ、ボディ：パイプフレーム、価格：21,800円）
- ギャロップMKII（仕様：フロント・ダンパーの左右独立化、ボディ：中央部ポリカ+後部パイプフレーム、価格：22,800円） パッケージ側面の1枚に「ギャロップMKII 4WDS」の表記は有るが、「4WDSオフロードレーサー ギャロップMKII」が正式名称である。

同系統で最も早く市販された車種の名前から、便宜上「プログレス系」としているが、一般的には3車種を総称して「京商・4WDS系」として知られている。（他社からも、4WSの性能を持つ車種が数種類販売されたためである。）

#### オプティマ系
オプティマ系は4WDオフロードレーサーである。チェーンドライブ以前とベルトドライブ以降では、ドライブシステムが異なるため同シリーズでも厳密には別車種である（ベルトドライブ仕様は、後述のレーザーZXシリーズに継承される）が、別売りの「コンバーション（換装）キット」により、互換が可能である。
以下は、発売された順である。
- オプティマ（1985年発売。チェーンドライブ採用の4輪駆動バギー。アルミ製ハシゴ型シャーシ、4輪ダブルウィッシュボーンサスペンション採用。全長 405mm、全幅 231mm、全備重量 1,550g、価格 21,800円）
- ジャベリン（パイプフレームボディ採用。ダンパーステーなど一部のパーツをオプションパーツに変更）
- オプティマ10万台販売達成記念モデル（1万台の限定生産）。金属パーツに施されたゴールドアルマイト加工が特徴。
- ターボオプティマ（8.4Vバッテリーに対応するため各部を強化したモデル。ル・マン240Sモーター標準装備。）
- サリュート（ターボオプティマのボディ違い。モーターを別売りとして低価格化。市場に登場する時期の違いにより、パッケージのデザインおよびボディの形状別に、3タイプが存在する。ただし、取扱説明書の表紙写真においては全ての時期を通して、前期型のボディで統一されている。）
  - 前期型：箱（黄色）+箱モデルと同型のボディ（天井部：丸型）。
  - 中期型：箱（黄色）+ボディ後期型（天井部：平坦。箱モデルとは違うボディ形状）。
  - 後期型：箱（水色）+ボディ後期型（箱モデルの写真も後期型）。
- オプティマプロ（アンプ（ESC）仕様モデル、チェーンドライブ最後のオプティマ。アンダーカウル付属。正式名称は、「オプティマ・プロ4WD」）
- オプティマミッド（以下のオプティマは全てベルトドライブモデル。モーターの配置を従来のリヤオーバーハングからミッドシップレイアウトに変更。シャーシはジュラルミンとFRPによるダブルデッキ構造）
- ターボオプティマミッド（オプティマミッドの上位モデル。オプションパーツが多数付属。）
- ターボオプティマミッドスペシャル（オプティマミッドのホイールベースを延長し、振り分けバッテリーに対応したカーボンファイバー製シャーシ採用。1店舗に4台以内の限定入荷のオプティマ系最強モデル。アンダーカウル付属）
- オプティマミッドカスタム（ターボオプティマミッドスペシャルの廉価版。メインシャーシはジュラルミン製。アンダーカウル付属）
- オプティマミッドカスタムスペシャル（オプティマミッドカスタムに、更にアレンジを加えた上位モデル。ほぼターボオプティマミッドスペシャルと同じだがシャーシはジュラルミン製。ボディはビュレットタイプ、アンダーカウル付属。また、従来車より(片側9㎜×両側の計)18㎜延長されたロングホイルベースとなっている）

#### アルティマ系
トマホークに続く2WDレーシングバギー。ロングストロークの前後ダブルウィッシュボーンサスペンションやアルミモノコックシャーシを与えられ、性能は大幅に向上。1987年にイギリスで開かれた第2回電動オフロード世界選手権2WDクラスを制した。
- アルティマ（オプティマの設計の流れを汲んだ2WDバギー、ジュラルミン・プレスのメインシャーシと樹脂製アッパーデッキを組み合わせたモノコックシャーシ採用）
- アルティマ・プロ（前期型：ロアデッキ：ジュラルミン製、アッパーデッキ：ブラックFRP製　のダブルデッキシャーシ採用、パッケージのボディカラーはホワイト）
- アルティマ・プロ（後期型：ブラックFRP製フラットパンシャーシ採用、パッケージのボディカラーはブラック）
- トライアンフ（2次減速部にベルトドライブを採用）
- プロX（前期型はボールデフが焼け付くトラブルがあったが後期型では解消されている。）
- アルティマRB（1999年世界選手権で登場した。最新の設計思想から作られている。競技モデルのType-R、入門用のスポーツがあった。）
- アルティマRB Type-Rエボリューション（アルティマRB Type-Rにオプションパーツを組み込んでいる。）
- アルティマRB5（2007年3月発売）[8]
- アルティマRB6（2012年9月発売）[9]
- アルティマRB6(2015)（2015年5月発売）[10]
- アルティマRB6.6（2016年7月発売）[11]
- アルティマRB7（2018年8月発売）[12]
- アルティマRB7SS（2019年7月発売）[13]

#### レーザーZX系
ベルトドライブ『オプティマ』シリーズの発展モデルである、『レーザーZX』から始まるシリーズ。
『レーザーZX-R』『レーザーZXスポーツ』『レーザーZX-RR』『レーザーZX-S』『レーザーZX-Sエボリューション』まで発展。『レーザーZX-5』では前車種までのベルトドライブからシャフトドライブ化。
現行車種の『レーザーZX6.6』ではハイパワー化＆ハイグリップ化に対応するべく、センターミッドシップとなるモーターの搭載位置がフロント寄りとリア寄りの2種類から選べ、バッテリーもショートとセパレートの2タイプが搭載可能となった。

## DRONE RACER
2016年9月に東京ビッグサイトで開催された第56回 全日本模型ホビーショーで、超低空を駆けるレース向けドローン『DRONE RACER』を世界同時発表。超音波センサーと気圧センサーで高度を自動制御してワンタッチ操作でテイクオフからホバリング・ランディングするLHFC（ローハイトフライトコントロール）をはじめ、VPUS（バリアブルプロペラユニットストラクチャー）、K-DCMS（京商ドローンコントロールミキシングシステム）、DBC（ドローンバックワードコントロール）という4つの新技術の特許取得、直観的な操作が可能なホイラータイプ送信機の採用、空飛ぶクルマを連想させる近未来的なデザインなどが当初は大きな話題となったがその後販売が振るわず販売店では投げ売り状態の大幅値下げでの販売を余儀なくされやがて市場からは消えていき現在に至るまで後継モデルの販売は行われていない。
2016年11月
- 『G-ZERO ダイナミックホワイト』と『ZEPHYR フォースブラック』の2種類を発売。

- 日経トレンディ（日経BP社）の“ヒット予測2017”で第5位にランクイン。

2017年3月
- 『G-ZERO シャイニングレッド』と『ZEPHYR スマッシングイエロー』の2種類をラインナップに追加。

2017年5月
- 第56回 静岡ホビーショーで以下の新モデル2種類を発表。

『b-pod エレクトリックブルー』
多くのメディアで話題をさらった電動バイク『zecOO』をはじめ、トヨタ自動車のコンセプトカー『Camatte』『Setsuna』、ダイハツ工業『COPEN』などの開発を手がけたznug designの根津孝太氏がボディデザインを担当。“未来のレースバギー”をテーマに、カーデザイン的なアプローチでパイロットまでもレイアウト。機体の名前にもなっているpod（繭）のごとく、愛嬌も感じられる丸みを帯びたカタマリ感重視のフォルムを採用。また、同年11月にはカラーバリエーションモデルの『b-pod ミラージュオレンジ』を発売。
『G-ZERO パステルレインボー』
G-ZEROボディのカラーバリエーションモデル第3弾。“パステルレインボー”の名のとおり、ポップなパステルカラーを基調としたボディカラーに加え、これまでのラインナップとはあきらかに一線を画すフレーム／前後アーム／プロペラガード／ウイングステーにパープル色を、プロペラにピンク色を採用した特別仕様モデル。
2017年12月
KYOSHOオンボードモニターをセットにした『G-ZERO シャイニングレッド レディセット オンボードモニター コンボセット』を発売。

## 京商EGG
EGG（エッグ）は、大人向けの本格ホビーモデルを主体に開発・販売を行ってきた京商が、初めてトイモデルを販売するにあたって、2010年に立ち上げたカンパニー内ブランド。トイモデルとはいえ、京商ブランドにふさわしいハイテクとユニークなアイデアを盛込むことを前提に登場。その考え方の系譜は現在も受け継がれている。
記念すべき最初のプロダクトは、「1/16スケールサイズ エクスピードレーシングシリーズ・フェアレディ350Z警視庁」「トイR/Cミリタリー・バトルタンク蓄光BB弾シリーズ・陸上自衛隊74式戦車」「ジャイロセンサー内蔵IRコントロールジャンピングカート」の3製品。
「エクスピードレーシングシリーズ」はドリフトタイヤを付属し、走りのバリエーションを楽しめるもので、トイモデルらしからぬスケール感とパトカーというキャラクターが人気を博した。
「トイR/Cミリタリー・バトルタンク蓄光BB弾シリーズ」もスケール感にこだわりつつ、製品名にある通り蓄光処理を施したBB弾を発砲できるというギミックを持たせていた。単なる走行だけではなく、ゲーム性を持たせたプレイも楽しめる点が好評だった。
そんな中でもっとも話題となったのが「ジャンピングカート」だ。トイそのものといえる風貌ながら、タンデムローターをサイクリックピッチコントロールして姿勢制御をするという、実機にも通じる理論的裏付けが施されたハイテクモデル。しかも姿勢安定化のためのジャイロセンサーを内蔵するという本格ぶりも注目ポイント。地上を走っている最中に空中に浮かんだり、再び着地して走り回ったりという自在な走りと安定したフライトが人気となり、すぐに品切れになるほどの人気を集めた。その売れ行きはテレビ局に注目されることとなり、ビジネス番組の中で数分もの時間を割いて紹介されるなど、生まれたての京商EGGというブランドを、広く世間一般に広めることに貢献することとなった。
折しもトイモデルへのハイテクメカの導入が活発となり、逆に本格モデルではイージービルド、もしくは工場完成というのが通常の製品形式となりつつあった。そのため業界では両カテゴリーの接近が話題に上りつつあり、京商EGGはその先駆けともいえるスタンスをいち早く表明したブランドとして認知されることとなった。
その後、2011年にはさらに本格モデル寄りの位置づけの「EGGゴールドラベル」がスタート。こちらは最初から“大人向けトイモデル”というキャラクターを前面に押し出し、実際にアダルト層の開拓に成功している。代表的なモデルでは「バーチャルタンクシリーズ」「ビッグフットシリーズ（ビッグタイヤモデル）」「ミリタリーヘリコプターシリーズ」等。どのモデルも本格モデルに負けないスケール感や走・飛行性能を実現するなど、大人の鑑賞やプレイスタイルに呼応するプロダクトとして開発されている。
そして現在も「EGG」と「EGGゴールドラベル」はパラレルラインナップとして京商の屋台骨を支えるまでの存在へと成長を果たしている。

## ダイキャストミニカー
1991年、創立者である鈴木久の命により販売を開始。その数年前より準備を巡らしており、満を持してのリリースとなった。京商にとっての理念ともいうべき「大人のホビー」というこだわりの中、R/Cモデル以外の市場にも可能性を追求するべくプロジェクトがスタートしていた。最初のモデルは1/18スケール4車種。ちょうど、この年にF1ブラバムチームへのスポンサードを行っていたこともあり、翌年の1992年にはブラバムヤマハBT60Yも販売された。さらにフェラーリF92A、ベネトンフォードB192、ウィリアムズルノーFW14B、フットワーク無限FA13がモデル化された。その後はGr-AのスカイラインGT-RやホンダNSXなど1/18スケールを主に製造。ミニカー事業は現在の京商の柱のひとつに成長している。市販車やレースカー、トラックなどの商用車や公用車など、さまざまなスケールサイズでモデル化している。
2002年にIXO社生産で日本車専門ブランドである「J-Collection」を立ち上げ。身近な車種がゆえに人気を博し、車種によっては完売しているモデルもある。このシリーズのうち、日産自動車の車種に関しては日産公式ライセンス商品として日産オンラインショップやショールーム限定モデルも手がけている。
また「J-Collection」だけでなく、自社製造の1/43スケールミニカーにも力を入れ始め、国内外の最新の車種から1980年代 - 1990年代の旧車をリリースしている。近年は車種選定に関しても他社の追随路線を取っているものも少なくない。
「ミニカーコレクション」シリーズでは、バス模型のシリーズとして、京商ダイキャストバスシリーズ（1/80、1/43スケール）が長年にわたり生産されている。ダイカスケール、トミカ、バスコレクション、フェイスフルバスと並び、バスのミニカーとしてロングセラーとなっている。

### CVS 1/64ミニカーシリーズ
2004年から発売されている1/64サイズのミニカーコレクションで、サークルKサンクス限定で2016年まで年5〜6回ペースで発売されていた。製品はブラインドボックス方式を取っているが、一部はパッケージをオープン式にするなど仕様を変更したうえで、ミニカーショップや量販店で発売しているものもある。
主に製品化されている車種は国内外のスポーツモデル・スーパーカーが多く、ポルシェやランボルギーニ、アルファロメオ等の車種によっては2弾・3弾と続編が出るものも少なくないが、フランス車に関連したシリーズは一度も登場しなかった。当シリーズのうちフェラーリの車種に関してはライセンスの関係上キット状態での発売となっており、ユーザーが付属の小型ドライバーで組み立てて完成させる形を取っている。製品発売は自動車メーカー毎だが、レーシングカーのように時系列順で商品を揃えたシリーズも時折登場していた。2016年からは新シリーズとしてくじ方式で1/64ミニカーが当たる「ミニカーくじ」が発売された。景品にはミニカーのほか、同社のラジコンも用意されていた。
2016年9月1日付でサークルKサンクスがファミリーマートに吸収合併され、2016年12月に発売された第83弾「フェラーリ12」はファミリーマートの店舗で発売されたが、シリーズはこれが最後となった。その後1/64についてはグッドスマイルカンパニーが設立した通販サイト「ジュウロクホウイ」や先述したオープンパッケージ主体の販売に切り替わっていた。
2020年には、実車解説書とミニカーをセットにした「KYOSHO MINI CAR & BOOK 」シリーズを発表し、同年1月21日から発売を開始した。

## ロボット
- MANOI　ホビーロボット界のパイオニアである近藤科学とのコラボによって誕生したモデル。プロポーション重視のPF01と運動性重視のAT01の二機種がラインナップ。
- ガンウォーカー　2002年発売。一部パーツが組み立てキット(塗装済み)で、足裏の電磁石を付属の鉄製ベースに吸着させることで完全2足歩行を実現。架空世界の自衛隊で開発された兵器という設定。デザインはスタジオぬえの宮武一貴。

## フィギュア
- 1990年代にはフィギュアの製造販売に参入、『爆れつハンター』や『悠久幻想曲』などのキャラクターフィギュアを販売していたが、現在は撤退している。